# پیوند سه‌گانه
پیوند سه‌گانه (به انگلیسی: Triple bond) نوعی پیوند کووالانسی است که در نتیجه به اشتراک گذاشته شدن سه جفت الکترون میان دو اتم تشکیل می‌شود، یعنی بر خلاف پیوند عادی که دو الکترون ظرفیتی در آن دخیل‌اند، اینجا شش الکترون ظرفیتی پیوند را تشکیل می‌دهند. در کربن رایج‌ترین پیوندهای سه‌گانه بین دو اتم کربن، در آلکین‌ها دیده می‌شود. سیانیدها و ایزوسیانیدها نیز پیوند سه‌گانه دارند. برخی مولکول‌ها دواتمی مثل دی‌نیتروژن و کربن مونوکسید نیز پیوند سه‌گانه دارند. این پیوند در فرمول اسکلتی با سه خط افقی (≡) نمایش داده می‌شود.
پیوندهای سه‌گانه از پیوندهای عادی و دوگانه قوی‌تر و کوتاه‌ترند. رتبه پیوند ۳ است.
در استیلن هر اتم کربن دو اوربیتال sp و دو اوربیتال p دارد. دو اوبیتال sp خطی‌اند و زاویهٔ ۱۸۰° دارند و محور x را در دستگاه مختصات اشغال می‌کنند. اوربیتال‌های p بر محورهای y و z عمودند. وقتی دو اتم کربن به هم نزدیک می‌شوند اوربیتال‌های sp به اشتراک گذاشته می‌شوند و یک پیوند sp-sp سیگما تشکیل می‌دهند. در همین حال اوربیتال‌های pz به هم نزدیک می‌شوند و پیوند پی pz-pz تشکیل می‌دهند. جفت اوربیتال py دیگر نیز یک پیوند پی py-py تشکیل می‌دهند. در نهایت یک پیوند سیگما و دو پیوند پی تشکیل می‌شود.
|                 |                  |                   |
| استیلن، H−C≡C−H | سیانوژن، N≡C−C≡N | کربن منوکسید، C≡O |